# Campo de San Francisco

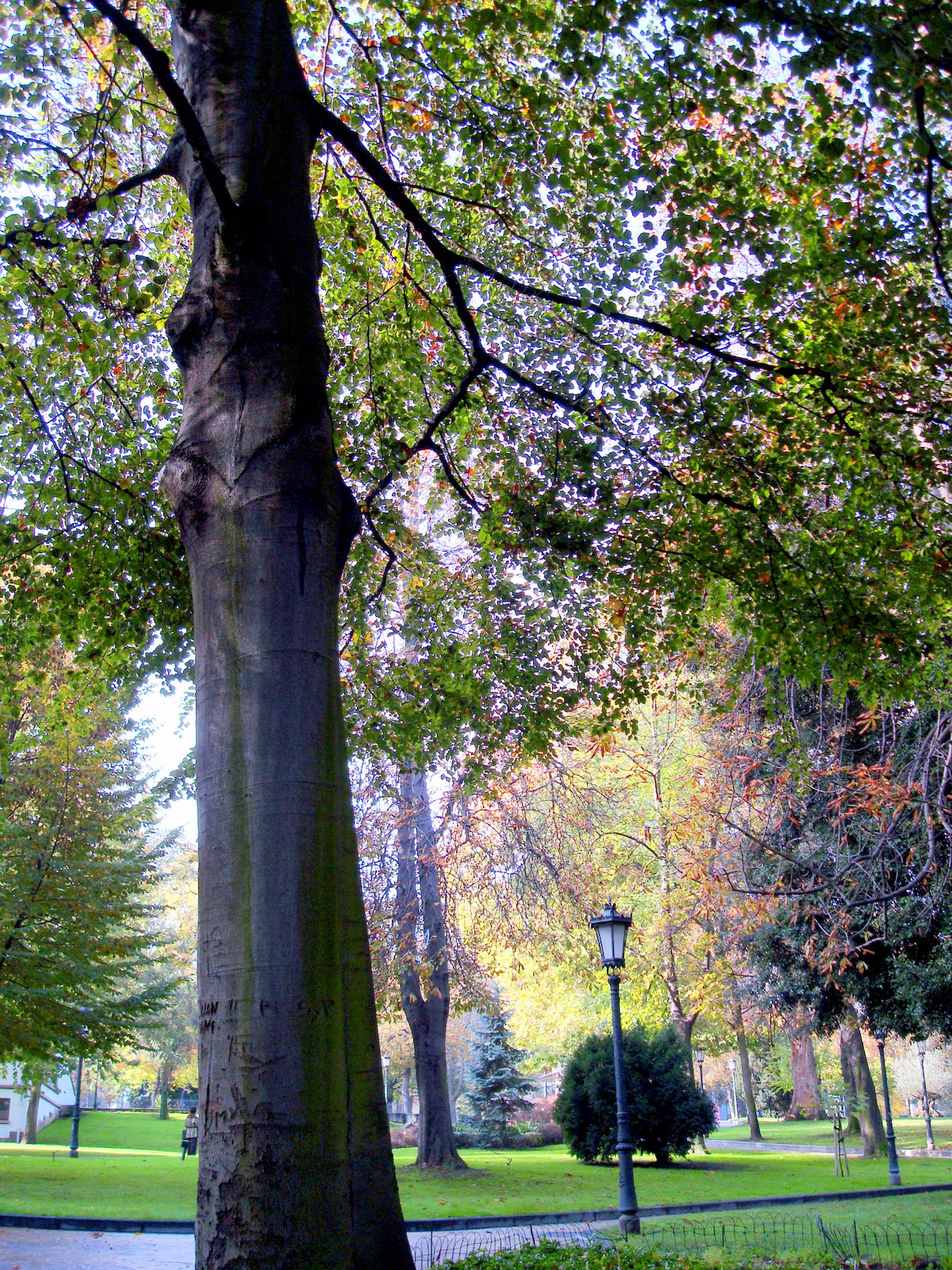
Blick in den Park mit breiten Wegen und alten Bäumen

Kartenausschnitt mit dem trapezförmigen Park unmittelbar westlich der historischen Altstadt von Oviedo

Der Park Campo de San Francisco (spanisch wörtlich für San-Francisco-Feld) ist ein Park im Zentrum der spanischen Stadt Oviedo. Es ist einer der symbolträchtigsten Orte der Stadt und einer der größten Stadtparks in Asturien.

## Beschreibung
Der Park hat die Form eines beinahe gleichschenkligen Trapezes, wobei der Scheitel ca. 225 Meter, die beiden Schenkel rund 300 und die Basis rund 340 Meter misst. Der Park ist ca. neun Hektar groß. Er wird durch vier Straßen begrenzt: die Calle Conde de Torenao im Nordwesten, die Calle Uria im Nordosten, die Calle Marqués de Santa Cruz im Südosten und die Calle Santa Susana im Südwesten.
Der Park bzw. das „Feld“ umfasste in früheren Zeiten Obstgärten des verschwundenen Klosters San Francisco. Im Park haben die Spazierwege teilweise besondere Bezeichnungen: Paseo de los Álamos, Paseo del Bombé, Paseo de José Cuesta, Italienische Allee und Deutsche Allee. Die Grünanlage verfügt über einen Teich und zahlreiche bekannte Denkmäler wie die Statue von Mafalda oder José Tartiere. Sie ist regelmäßig Ort kultureller Veranstaltungen. 
Das Konzept des Parkes unterscheidet sich deutlich von dem anderen und größeren Park Oviedos, dem  Parque de Invierno. Der Campo de San Francisco bietet kaum Raum für Freizeitaktivitäten, selbst für das Joggen ist er eher ungeeignet. Die mäandernden Wege laden zum Spazierengehen und Verweilen ein. Blumenbeete behindern das Verlassen der Wege. Der Park ähnelt einem Botanischen Garten. So finden sich zahlreiche unterschiedliche heimische und exotische Bäume als Einzelexemplare im Park.

## Geschichte
Das Feld hat seinen Ursprung in einer Gruppe von Obstgärten, die Eigentum des Cabildo, mehrerer Klöster und einiger Privatpersonen waren. Im Jahr 1534 einigten sich die Vertreter der Stadt und des Domkapitels darauf, das gesamte Land in einen einzigen Raum zur öffentlichen Nutzung umzuwandeln.
Seit dem 15. Jahrhundert werden in der offiziellen Dokumentation der Stadt Zeugnisse über den Campo de San Francisco als einen von Menschen sehr frequentierten Ort und den besten Ausgang aus dem Stadtzentrum gesammelt. Zu dieser Zeit hatte es weitläufigere Grenzen, die sich über die heutige Uría-Straße, die Pelayo-Straße, die Plaza de la Escandalera und die Toreno-Straße erstreckten und bis in die Gebiete von Llamaquique reichten. Der Park war also größer.
Das Grundstück, das an die heutige Straße Marqués de Santa Cruz grenzt, war nicht öffentlich und nicht öffentlich zugänglich, da es dem Obstgarten des Franziskanerklosters entsprach. Darüber hinaus erfuhr der Komplex im Laufe der Jahre große Veränderungen, wobei in der Gegend sukzessive Urbanisierungen durchgeführt wurden, um neuen Bedürfnissen gerecht zu werden, was zum Bau von Promenaden, Kreisverkehren und von Bäumen gesäumten Wegen zur Freude der Öffentlichkeit führte. Die Avenida de Italia war die erste Allee, die eröffnet wurde, und sie fiel jahrhundertelang mit dem Beginn der Autobahn nach Galizien zusammen, die von der heutigen Plaza de la Escandalera ausging. Es gab einen Kreuzweg aus Steinstationen, der von der Klosterkirche zur Kapelle Magdalena del Campo führte und mit den Feierlichkeiten der Karwoche in Oviedo in Verbindung stand und im 17. Jahrhundert restauriert wurde.
Die im 18. Jahrhundert durchgeführten Veränderungen bestanden in der Öffnung der Westachse des Campo, die später Paseo del Bombé genannt wurde, wo ein einzigartiges Gebäude errichtet werden sollte, der Salón Bombé. Im 19. Jahrhundert kam es zu einem großen städtischen Entwicklungsboom, der mit der Eröffnung der Straßen Uría und Marqués de Santa Cruz endgültig den Campo prägte. Dadurch entstand eine neue Promenade, der Paseo de los Álamos, eine Gartenallee parallel zur kürzlich eingeweihten Uría-Straße. Das mosaikartige Pflaster der Promenade ist ein Werk von Antonio Suárez.
Als die Urbanisierung stattfand, die zur Uría-Straße führte, war es notwendig, den berühmten Carbayón de Oviedo abzuholzen, der auf dem Campo de San Francisco gewachsen war und 1879 abgerissen wurde, was später vom Stadtrat von Oviedo beschlossen wurde. Eine 1949 auf dem Boden des Bürgersteigs in der Uría-Straße Nr. 4 angebrachte Gedenktafel erinnert daran.
Die endgültige Umwandlung der Landschaft von San Francisco in einen authentischen Park im englischen Stil wurde von zwei Bürgermeistern des 19. Jahrhunderts, Ramón Secades und José Longoria Carbajal, durchgeführt. Sie schufen eine große Landschaftsfläche und errichteten Zierbrunnen (wie La Fuentona oder die Fuente de las Ranas, die die Bombé-Promenade begrenzt), Arbeiten im Zusammenhang mit den Wasserbauarbeiten, die in diesem Jahrhundert in der Stadt durchgeführt wurden.
Im 19. Jahrhundert wurde der Musikpavillon (1899) gebaut, ein Werk von Juan Miguel de la Guardia. Hervorzuheben sind jedoch auch andere Denkmäler, die im Inneren zu sehen sind, wie das romanische Portal des alten Tempels von San Isidoro oder diejenigen, die Teil des Freilichtmuseums von Oviedo sind, das heißt die städtischen Skulpturen, die über das Gelände verstreut sind, wie die José Tartiere und Clarín gewidmeten Denkmäler, Werke von Bildhauern wie Víctor Hevia und Manuel Álvarez Laviada.